# Duhu
Duhu (kinesiska: 都斛) är en köping i sydöstra Kina. Den ligger i Taishan i staden Jiangmen i provinsen Guangdong, omkring 120 kilometer söder om provinshuvudstaden Guangzhou. Antalet invånare är 42657. Befolkningen består av 20 819 kvinnor och 21 838 män. Barn under 15 år utgör 12,0 %, vuxna 15-64 år 75 %, och äldre över 65 år 11,0 %.